# ダンシングライフ
『ダンシングライフ』は、三上昌代の手記、及びそれを原作とした昼ドラマ化作品である。

## 概要
不慮の事故で車いす生活をよぎなくされた作者が絶望に陥りながらも、子供のころからやっていたダンスに活路を見出し車いすダンサーとして成長していく。

## テレビドラマ
TBSテレビ系「愛の劇場」枠にて2003年5月5日から6月6日の間放送された。全25話。

## キャスト
- 三村明子 - 遠藤久美子
- 鈴木優司 - 中村繁之
- 三村和枝 - 銀粉蝶
- 三村剛 - 松田賢二
- 柴田倫子 - 藤崎奈々子
- 光本享子 - 宮本裕子
- 赤沢則子 ‐ 川俣しのぶ
- 佐久間修造 ‐ 大林丈史
- 高木りな
- 林美代子 ‐ 大塚良重
- 大森菜緒子 ‐ 水野あや
- 竹内茂樹 - 福本伸一
- 三村正史 - 阿藤快
- 棚橋俊平 - 西村和彦
- 佐野邦子 ‐ 池田道枝
- 西川忠志

## スタッフ
- 演出 - 今井和久、二宮浩行、植田尚
- プロデューサー - 志村彰（MMJ）、清水真由美（MMJ）
- 脚本 - 清本由紀
- 編成 - 安倍純子（TBS）
- 制作 - MMJ、TBS

## 主題歌
- 『IN FUTURE』

作詞：myco/作曲：田辺晋太郎/編曲：辺見鑑孝/歌：Changin' My Life